# Aubin (sculpteur)
 (juillet 2020).
Pour les articles homonymes, voir Aubin.
Aubin (état-civil inconnu) est un sculpteur ornemaniste français du dix-neuvième siècle. 

## Biographie
On ne sait pratiquement rien sur Aubin, pas même son prénom. Stanislas Lami dans son Dictionnaire des sculpteurs de l'École française nous apprend seulement qu'il exécuta en 1836 la décoration des pavillons de la place de la Concorde à Paris, sur lesquels s'élèvent les statues des villes de Brest et Rouen érigées du côté de la rue Royale.